# Convention de Barcelone
La Convention pour la protection du milieu marin et du littoral de la Méditerranée, intitulée à l'origine Convention pour la protection de la mer Méditerranée contre la pollution, et souvent simplement appelée la Convention de Barcelone, est une convention régionale adoptée en 1976 pour prévenir et réduire la pollution marine par les navires, les aéronefs et les sources terrestres en mer Méditerranée. Cela inclut les décharges, les eaux de ruissellement et les rejets d'effluents liquides. Les signataires acceptent de coopérer pour réduire la pollution et de protéger et d'améliorer le milieu marin de la mer Méditerranée, grâce à la surveillance et à la recherche scientifique. La convention a été adoptée le 16 février 1976 et amendée le 10 juin 1995
La Convention de Barcelone et ses protocoles constituent le cadre juridique du Plan d'action pour la Méditerranée (approuvé en 1975), élaboré dans le cadre du Programme pour les mers régionales du Programme des Nations unies pour l'environnement.
Composantes du Plan d'action pour la Méditerranée : Les composantes confèrent de la force à l’ensemble du système du PAM – Convention de Barcelone. Cette configuration permet au système d’acquérir et de développer des compétences essentielles pour l’exécution de la Convention, notamment en s’appuyant sur les mandats spécifiques des Centres d’activités régionales (CAR), tout en partageant une orientation et un idéal communs. Ces composantes sont :
Le Programme coordonné de surveillance continue et de recherche en matière de pollution dans la Méditerranée (MED POL) basé à l’Unité de coordination à Athènes (Grèce).
Le Centre régional méditerranéen pour l’intervention d’urgence contre la pollution marine accidentelle (REMPEC), basé à La Valette (Malte).
Le Centre d’activités régionales Plan Bleu (CAR/PB), basé à Marseille (France).
Le Centre d’activités régionales du Programme d’actions prioritaires (CAR/PAP), basé à Split (Croatie).
Le Centre d’activités régionales pour les Aires spécialement protégées (CAR/ASP), basé à Tunis (Tunisie)
Le Centre d’activités régionales pour la consommation et la production durables (CAR/CPD), basé à Barcelone (Espagne).
Le Centre d’activités régionales pour l’information et la communication (CAR/INFO), basé à Rome (Italie).

## Objectifs

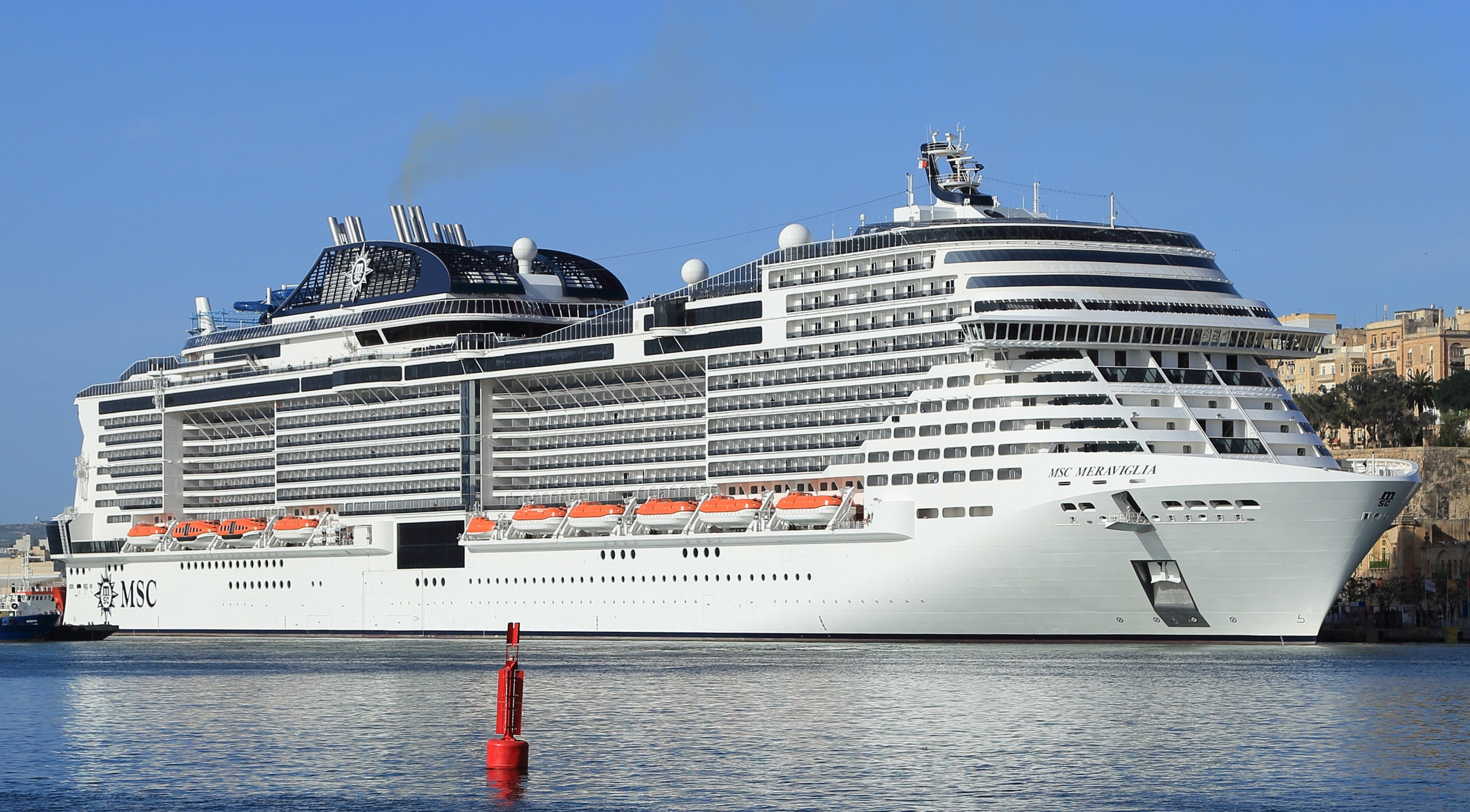
Un navire de croisière à Malte en 2018.

L'objectif clé de la convention est de "réduire la pollution en mer Méditerranée et de protéger et d'améliorer l'environnement marin de la zone, contribuant ainsi à son développement durable". Pour ce faire, un certain nombre d'objectifs et d'engagements ont été définis :
- Prévenir, réduire, combattre et, dans la mesure du possible, éliminer la pollution dans la zone de la mer Méditerranée.
- Atteindre l'objectif de développement durable en tenant pleinement compte des recommandations de la CMDD.
- Protéger l'environnement et contribuer au développement durable:
  - En appliquant le principe de précaution et celui du pollueur-payeur
  - En effectuant des évaluations d'impact sur l'environnement (EIE)
  - En promouvant la coopération entre les États côtiers dans les procédures d’EIE.
- Promouvoir la gestion intégrée des zones côtières, en tenant compte de la protection des zones d’intérêt écologique et paysager et de l’utilisation rationnelle des ressources naturelles. Pour appliquer la Convention et ses protocoles :
  - En adoptant des programmes et des mesures avec des délais définis pour leur achèvement.
  - En utilisant les meilleures techniques disponibles et les meilleures pratiques environnementales.
- Formuler et adopter des protocoles qui prescrivent les mesures, procédures et réglementations convenues pour appliquer la Convention.
- Promouvoir, au sein des organismes internationaux compétents, les mesures relatives à l'application des programmes de développement durable et à la protection de l'environnement, à la conservation et à la restauration de l'environnement et aux ressources naturelles de la mer Méditerranée[2].

La Convention est également à l'origine des Aire spécialement protégée d'importance méditerranéenne, label spécifique pour les Aires Marines Protégées de Méditerranée.

## Engagements

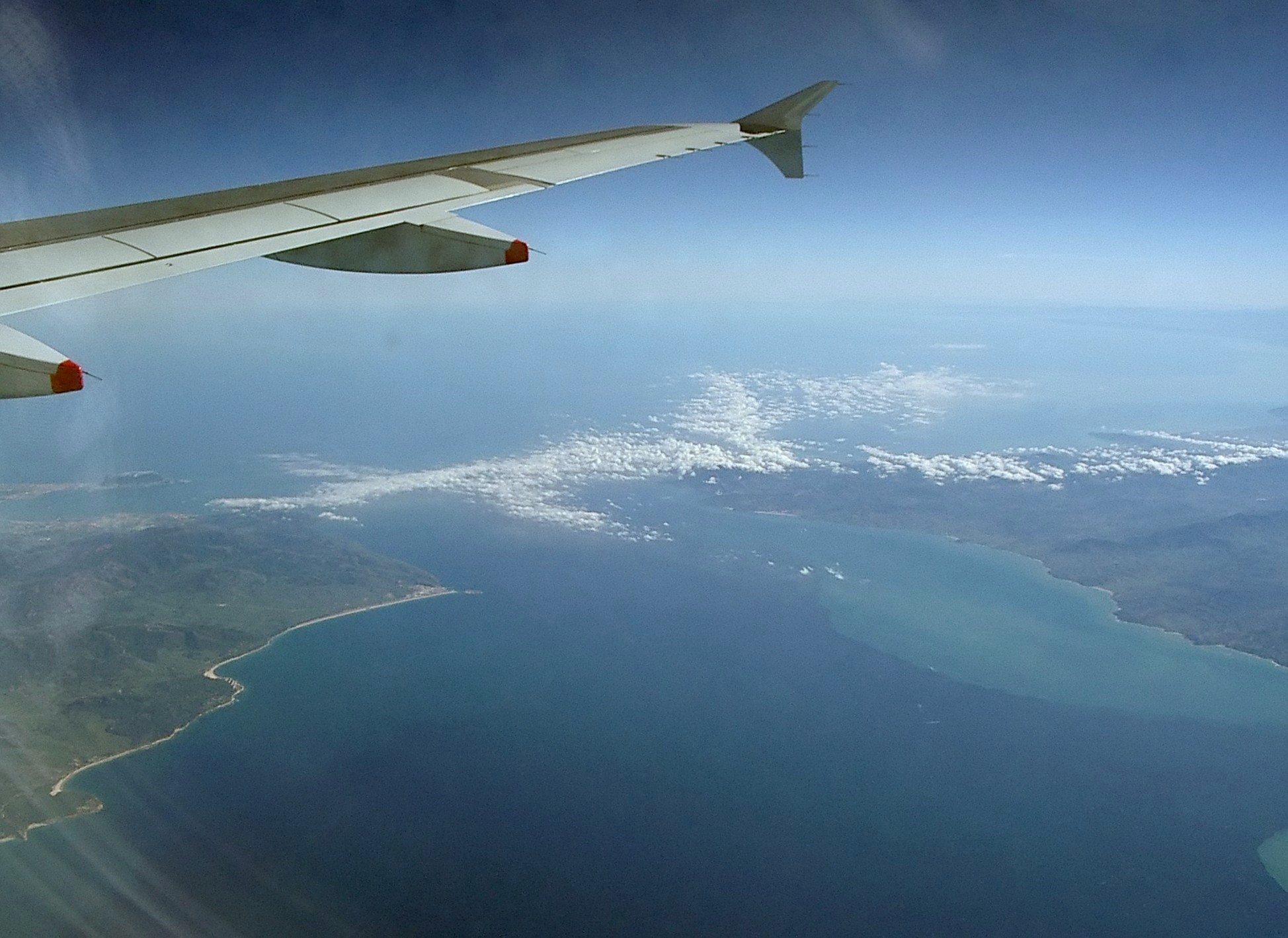
Détroit de Gibraltar vu d'avion

Les membres sont convenus de prendre des mesures spécifiques :
- contre la pollution due aux rejets des navires et des avions ;
- contre la pollution due aux effluents des navires ;
- contre la pollution résultant de la prospection et de l'exploitation du plateau continental, des fonds marins et de son sous-sol ;
- contre la pollution d'origine terrestre ;
- coopérer en cas de pollution donnant lieu à des situations d'urgence ;
- protéger la diversité biologique ;
- contre la pollution due aux mouvements transfrontières de déchets dangereux et de les éliminer ;
- surveiller la pollution ;
- coopérer en science et technologie ;
- appliquer la législation environnementale ;
- faciliter l'accès du public à l'information et la participation du public[2].

## Statuts

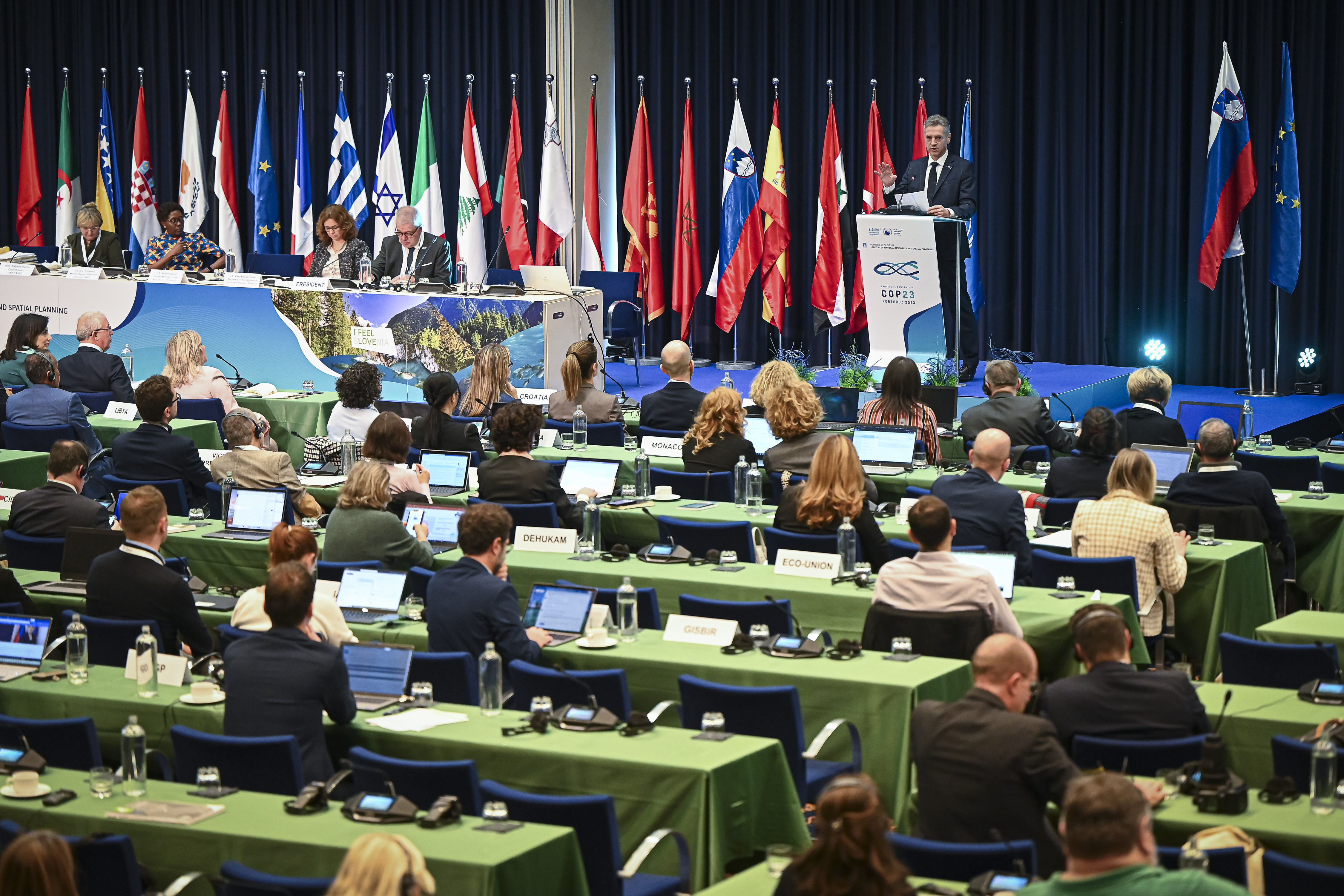
23e conférence des parties à Portorož

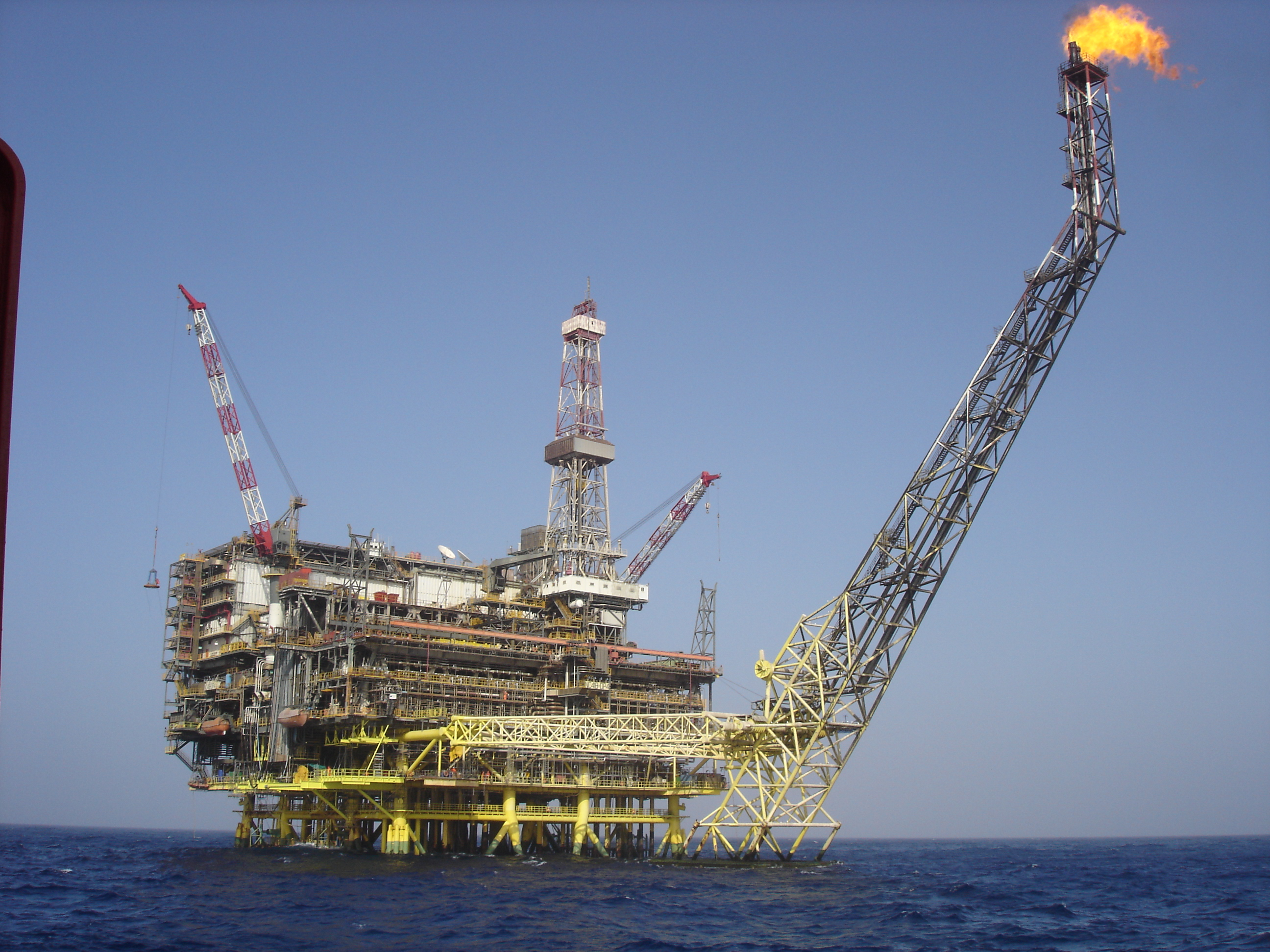
La plus importante plate-forme pétrolière en méditerranée : Bouri (Libye)

À l'origine, quatorze États et les Communautés européennes avaient signé la Convention adoptée en 1976. Elle est entrée en vigueur le 12 février 1978. Les amendements adoptés en 1995 doivent encore être ratifiés par la Bosnie-Herzégovine. Les parties sont tous des pays ayant un littoral méditerranéen ainsi que l'Union européenne. Les ONG ayant un intérêt déclaré et les gouvernements tiers ont le statut d'observateur.
La convention est applicable pour toutes les pollutions de l'eau de la « zone de la mer Méditerranée ». Ceci est défini comme « les eaux maritimes de la Méditerranée en tant que telles, avec tous leurs golfes et leurs mers tributaires, délimités à l'ouest par le détroit de Gibraltar et à l'est par le Détroit des Dardanelles ». Les parties sont autorisées à étendre l'application de la convention aux zones côtières situées sur leur propre territoire.

## Parties contractantes à la Convention de Barcelone
- Albanie
- Algérie
- Bosnie-Herzégovine
- Union européenne
- Croatie
- Chypre
- Égypte
- Espagne
- France
- Grèce
- Israël
- Italie
- Liban
- Libye
- Malte
- Monaco
- Maroc
- Monténégro
- Slovénie
- Syrie
- Tunisie
- Turquie